# Uwe Wittwer
 (février 2024).
Si vous disposez d'ouvrages ou d'articles de référence ou si vous connaissez des sites web de qualité traitant du thème abordé ici, merci de compléter l'article en donnant les références utiles à sa vérifiabilité et en les liant à la section « Notes et références ».
Pour les articles homonymes, voir Wittwer.
Uwe Wittwer (né le 4 août 1954 à Zurich) est un peintre suisse.

## Biographie
Uwe Wittwer est autodidacte. Il suit sa scolarité à Zurich. De 1974 à 1977, il étudie à l'École supérieure de travail social de Berne. En 1979, il ouvre son premier atelier. En tant qu'animateur jeunesse à Zurich, il s'implique dans l'environnement du mouvement des années 1980. Ses premiers travaux peuvent être décrits comme un expressionnisme abstrait. Le passage à la peinture figurative a lieu au milieu des années 1980. Sa première exposition personnelle a lieu en 1983 à la galerie Walcheturm à Zurich. En 1989, il reçoit la bourse pour un atelier à Londres de la Fondation Binz 39 (Zurich). En 1994, il est à Paris à la Cité internationale des arts (Bourse du canton de Zurich). La même année, il reçoit la bourse fédérale d'art. En 1998, l'exposition personnelle de Wittwer a lieu au Helmhaus Zürich, où il présente pour la première fois son matériel photographique édité numériquement, qui fait partie de son travail depuis 1990.

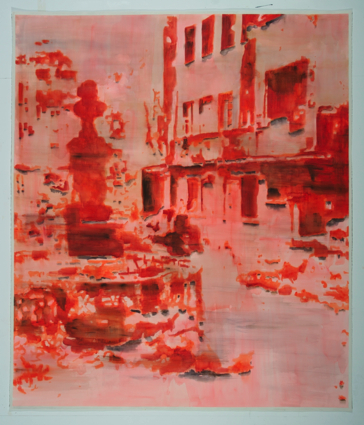
Ruine, 2007, aquarelle, 180 x 150 cm

Il limite le spectre de ses motifs à quelques thèmes : paysages, villes, natures mortes et portraits. Au fil du temps, le groupe de sujets d’Uwe Wittwer se réduit à trois domaines principaux : l'idylle, les œuvres de référence et le thème de la violence.
Les œuvres de référence font principalement référence aux vues intérieures et aux natures mortes des maîtres classiques des Pays-Bas, tels que Pieter de Hooch ou Willem Kalf. Witter  montre la question de la violence après sa fin : des soldats américains pendant la guerre du Vietnam, des ruines de villes bombardées et des incendies de maisons. Internet est une source importante d’images pour lui.
Uwe Wittwer traite de la question de savoir ce qu'est une photo et de la manière dont la mémoire modifie les images.
De 1998 à 2000, Uwe Wittwer est professeur invité à l'Université de Witten/Herdecke en Allemagne.
En 2013, deux œuvres entrent dans les collections du Metropolitan Museum of Art.

## Source de la traduction
- (de) Cet article est partiellement ou en totalité issu de l’article de Wikipédia en allemand intitulé « Uwe Wittwer » (voir la liste des auteurs).